# 5037 Габінґ
5037 Габінґ (5037 Habing) — астероїд головного поясу, відкритий 24 вересня 1960 року.
Тіссеранів параметр щодо Юпітера — 3,593.